# Småryd
Småryd är en mindre skog, cirka fem kilometer norr om Helsingborgs centrum. Området är ett kommunalt naturreservat sedan 2005, och har sedan länge uppmärksammats för sina intressanta naturvärden. Det anses vara den finaste ängslövsskogen i Helsingborgs stad vad gäller flora. Förutsättningarna för den rika floran som hyser flera sällsynta arter är framförallt det ytliga och rörliga grundvattnet, de kalkrika jordarterna och den långa kontinuiteten av träd, bete och slåtter i området. Syftet med reservatet är att skydda och utveckla ett värdefullt naturområde samtidigt som allmänhetens tillgång till området säkerställs.

## Beskrivning
Småryd är ett område under utveckling där målet är att hela skogen slutligen skall bestå av ädellövskog. De träd som brukar räknas som ädellövträd är alm, ask, avenbok, bok, ek, fågelbär, lind och lönn. I stormarna 1999 och 2005 föll en stor del av Småryds barrträd och på dessa ytor växer det spontant upp ny lövskog. För att skynda på etableringen av ädellövträd har kommunen planterat framförallt ek och bok i området.
Reservatet utökades med fyra hektar mot Smårydsvägen genom beslut i kommunfullmäktige 13 december 2022.

## Kulturhistoria
Fram till 1800-talets skiftesreform var Småryd inägomark till byarna Allerum, Pilshult och Filborna. På den tiden indelades landskapet i in- och utägor, där inägorna bestod av åkrar och slåttermarker medan utägorna var den gemensamma betesmarken. Än idag kan man se rester av de stenmurar som utgjorde gränser mellan byar och fastigheter. Den avskilda ängs- och skogsmarken i nordost består av en delvis restaurerad slåttermark med lång kontinuitet.

## Växt- och djurliv
Småryds naturvärden grundar sig på den historiska markanvändningen i området. De äldsta träden är i huvudsak ek och bok med en ålder på ca 90-100 år. När träd uppnår denna ålder börjar de bli intressanta ur ett biologiskt perspektiv. Många arter av mossor, lavar, svampar, insekter och fåglar är knutna till gamla och grova träd. I de norra och östra delarna av skogen finner man en mycket intressant flora där det växer örter som gullpudra, gulsippa, skogsbingel, lungört och tvåblad. Skogen består i dessa områden av ädellövträd som skogslönn, ask, lind och avenbok och i buskskiktet finns bland annat hassel. I slåttermarken i områdets norra delar hittar man Helsingborgs enda växtplats för aklejruta och en av kommunens två växtplatser för smörboll. Här kan man även finna de två orkidéarterna nästrot och Sankt Pers nycklar.
I Småryds närområde finns flera dungar av ädellövskog med en lång kontinuitet - Väla skog, Duvestubbeskogen och Gyhult. Dessa skogsdungar är rester av tidigare ängs- och betesmarker och utgör därmed tillflyktsplatser för många arter i det uppodlade Helsingborgslandskapet. Därför är det viktigt att förbättra sambandet mellan dessa skogar, så att de arter som lever där skall kunna fortleva och utvecklas i framtiden också.

## Friluftsliv
Det ges flera olika möjligheter till rekreation i Småryd. Bland annat finns två iordningställda grillplatser i området, där den i områdets västra del är belägen i anslutning till ett vindskydd. Det finns markerade promenad- och ridstigar för att ta sig runt i skogen. Det är dock viktigt att visa hänsyn till andra människor i naturen samt att vara aktsam om de områden som kan vara extra känsliga för trampskador.

## Bilder

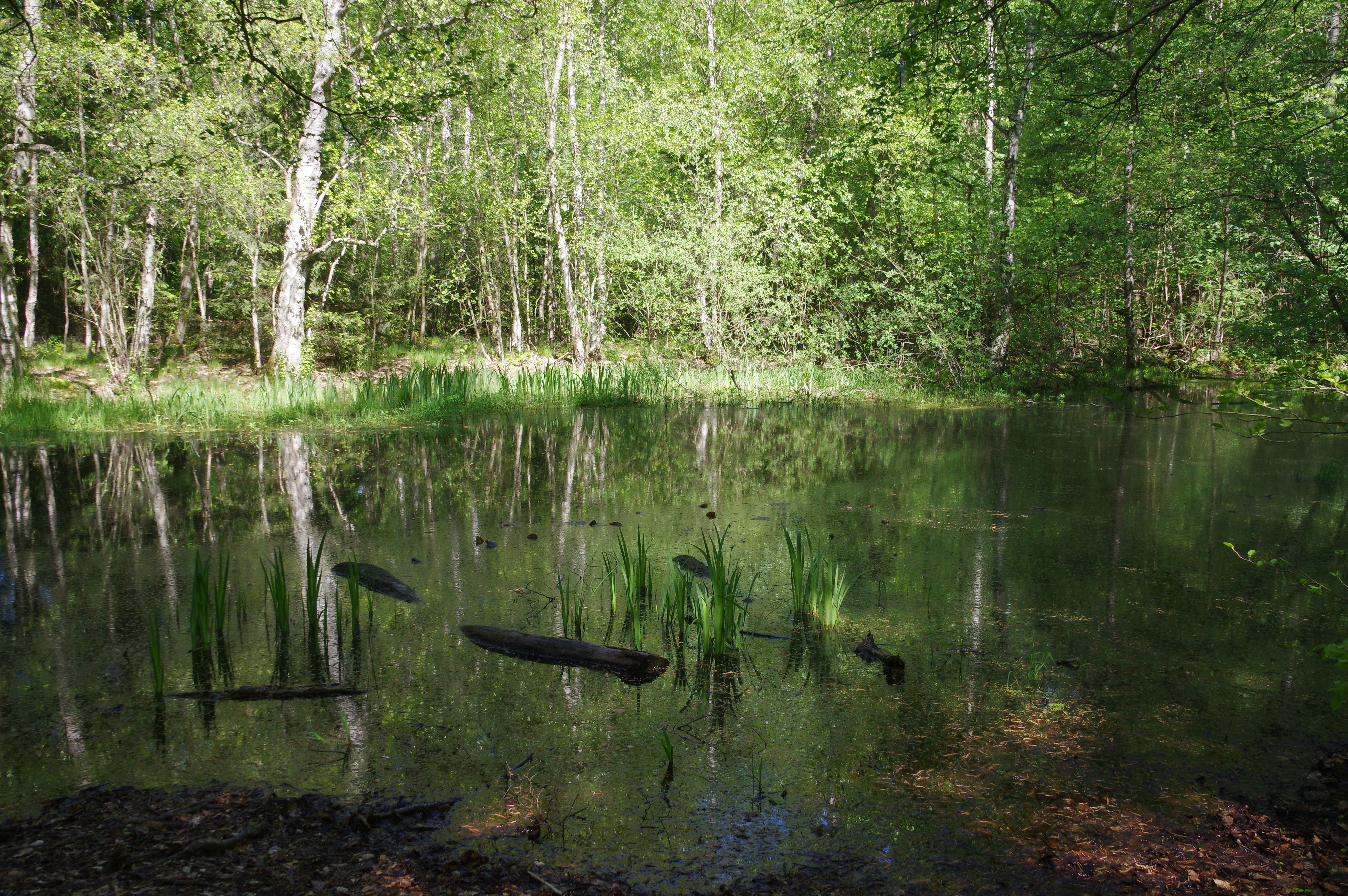
Våtområde.
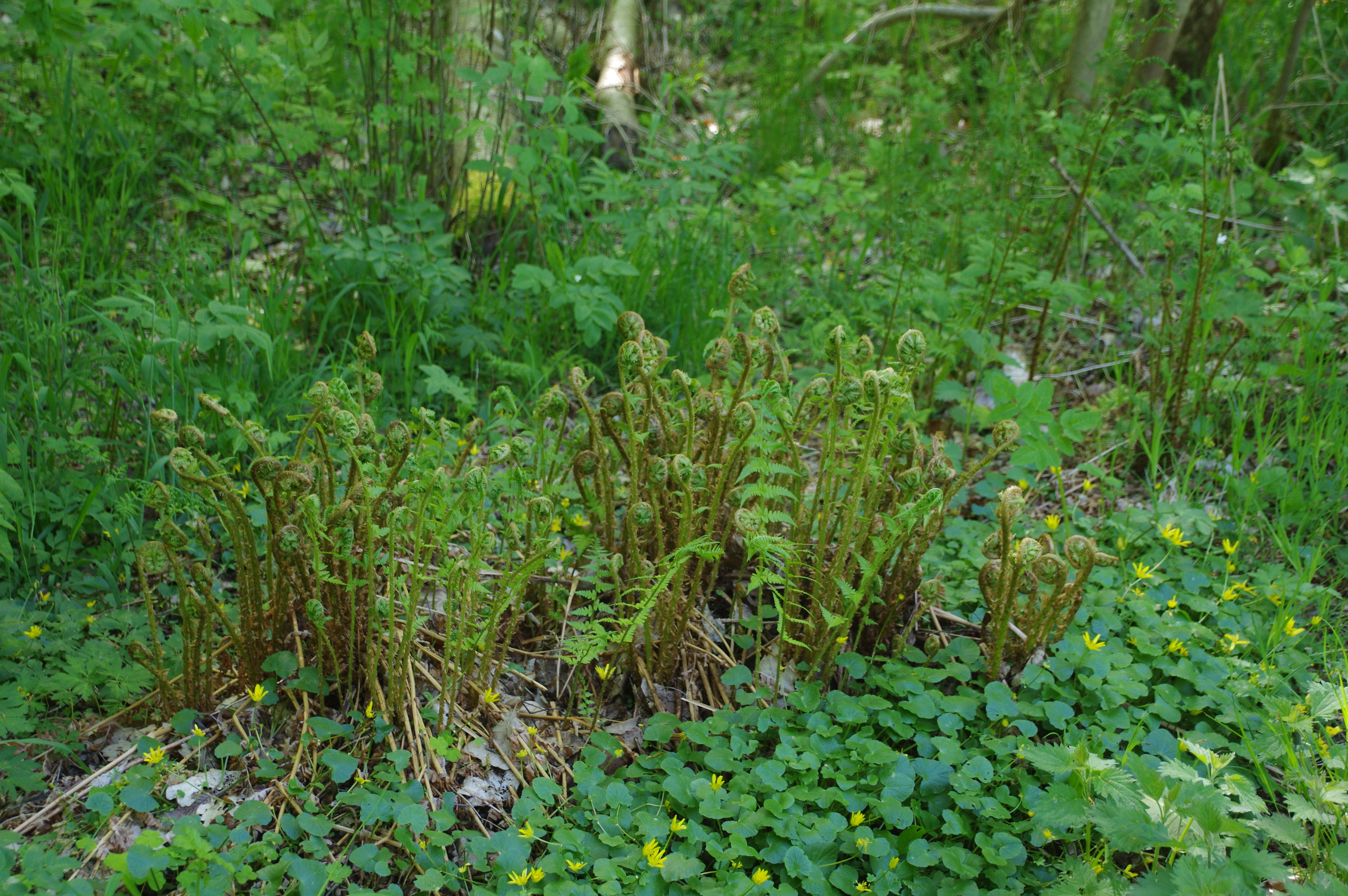
Tät bottenvegetation med ormbunkar.
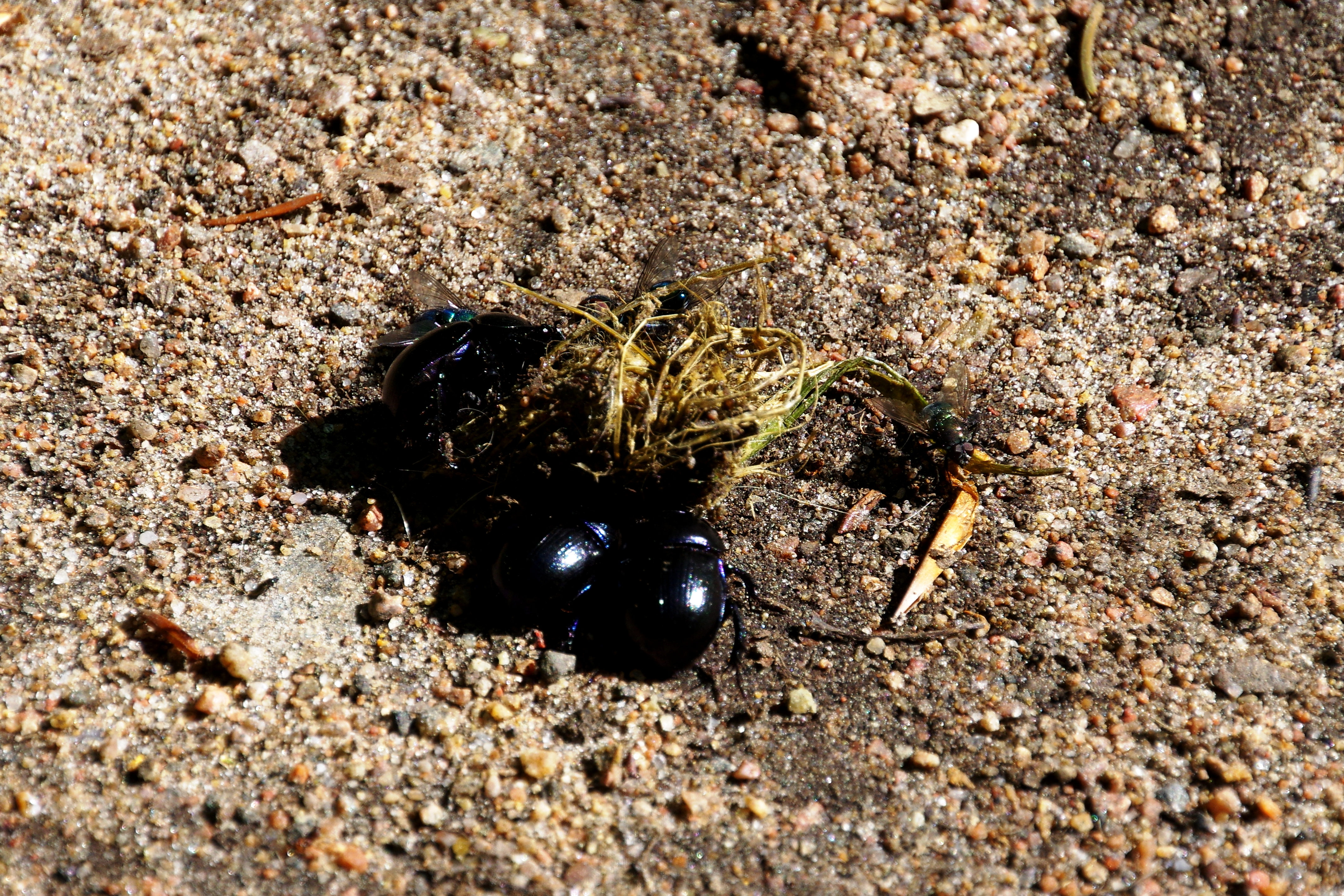
Dyngbaggar på vårarbete på ridstigen.